# Нікольський Борис Миколайович
Борис Миколайович Нікольський (9 жовтня 1931 - 19 січня 2011) — російський письменник, головний редактор журналу "Нева" у 1984-2007.
Народився 9 жовтня 1931 року в Ленінграді. Друкуватися почав в 1951 році в журналі "Смена". Перша його проза був надрукована у журналі "Юність" у 1962 році — "Повість про рядового Смородіна, сержанта Власенка і про себе". Закінчив Московський літературний інститут імені Горького. Після закінчення інституту і служби в армії працював у журналах "Костер", "Аврора". Обирався секретарем Ленінградської письменницької організації.
З 1984 по 2007 рік письменник працював головним редактором літературного журналу "Нева". При ньому в журналі був опублікований роман Володимира Дудінцева "Білий одяг", а також завершено публікація "Марта сімнадцятого" Солженіцина.
Автор понад 20 книг прози для дітей ("Армійська абетка", "Пригоди рядового Башмакова", "Веселі солдатські історії") і дорослих ("Чекаю і сподіваюся", "Формула пам'яті", "Білі кулі, чорні кулі").
Народний депутат СРСР (1989-1991) від 58-го Смольнинського округу Ленінграда. Був заступником голови Комітету ВР СРСР з питань гласності. Нагороджений орденами Дружби народів та "Знак Пошани".
Брат-близнюк — Нікольський Микола Миколайович, цитолог, академік Російської АН. 
Одружений, має сина.